# 沙田市中心

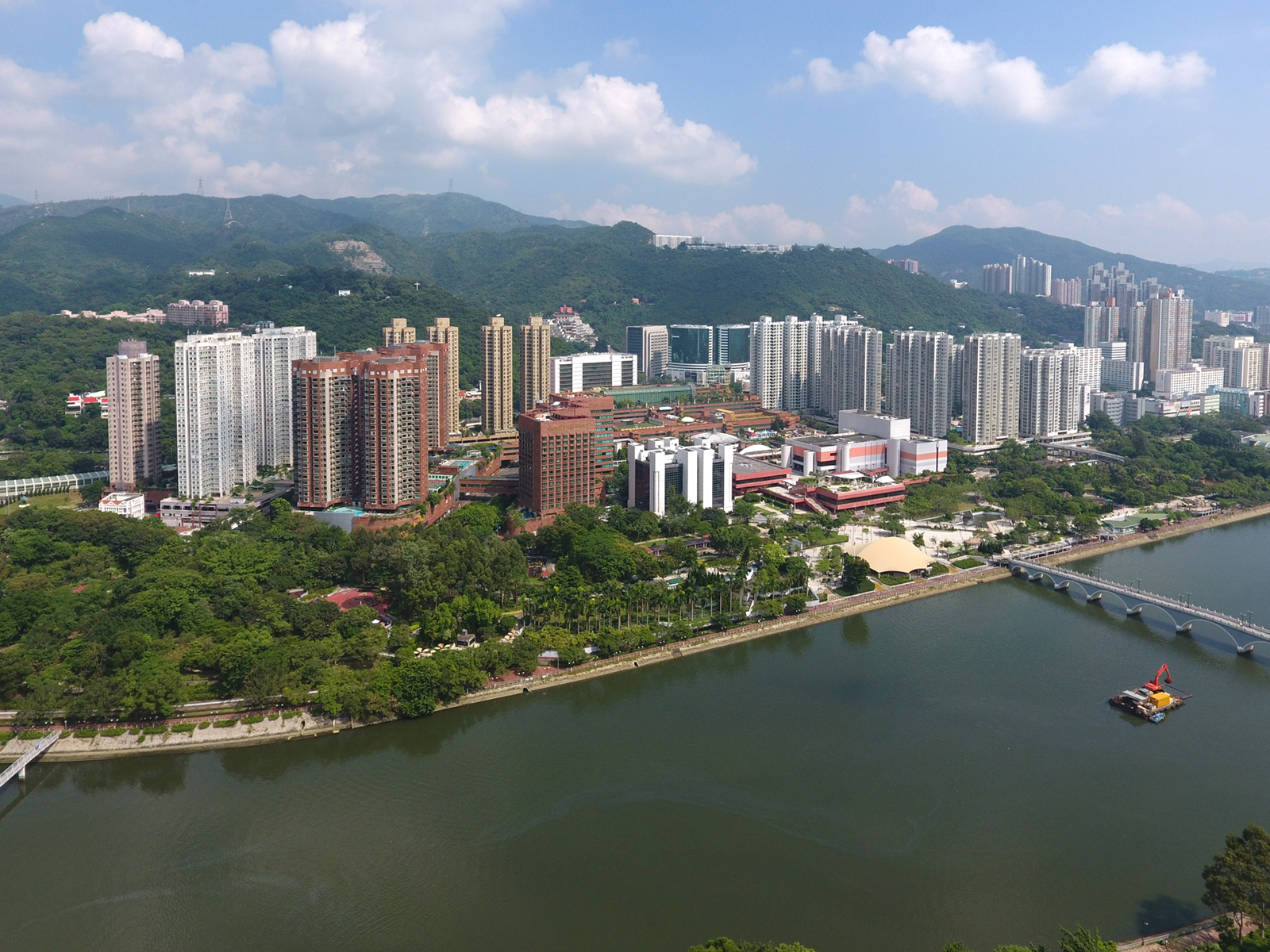
沙田市中心有多個住宅群，（由左至右）蔚景園、希爾頓中心、新城市廣場第三期、偉華中心、沙田廣場、沙田中心、好運中心

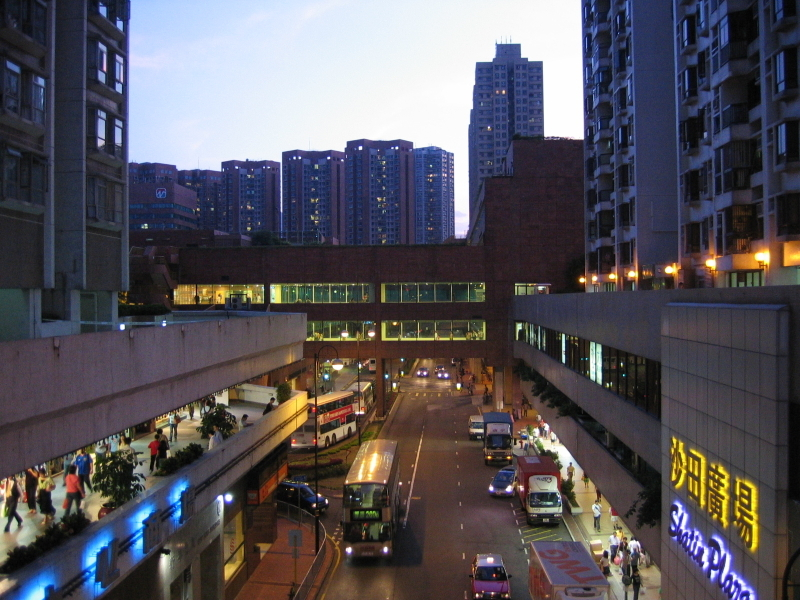
晚上的沙田市中心

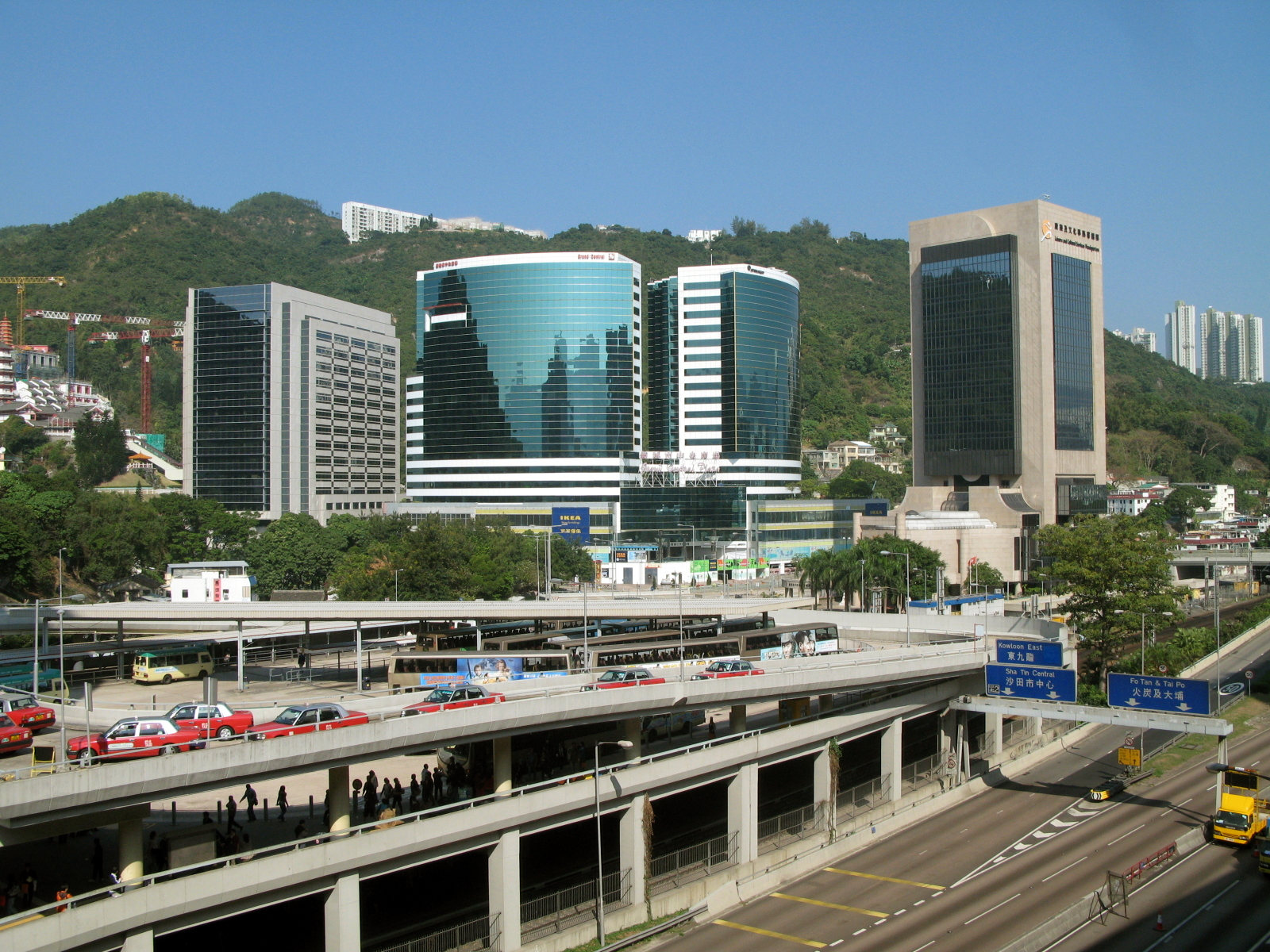
沙田市中心（北面）

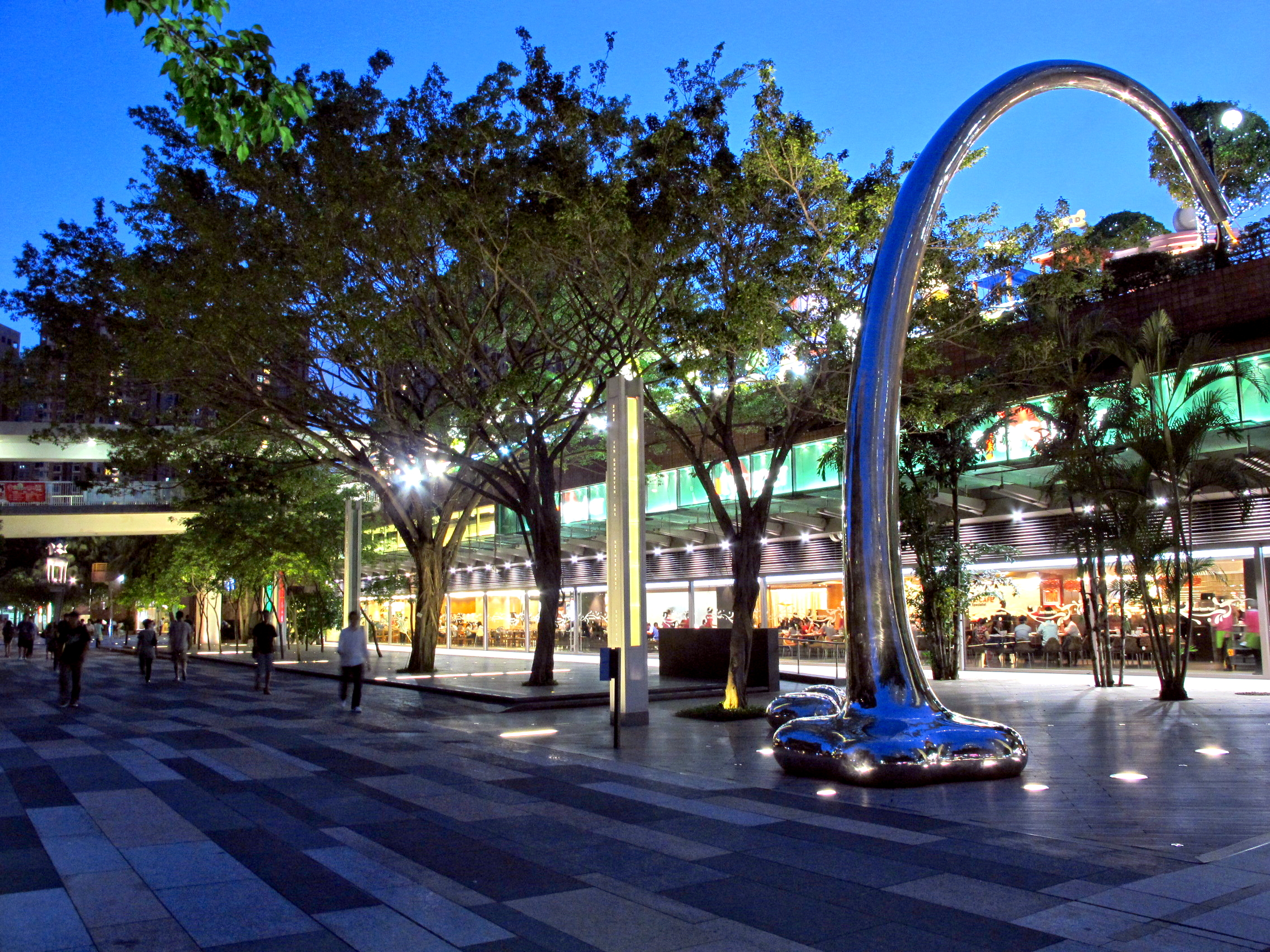
晚上的城市藝坊

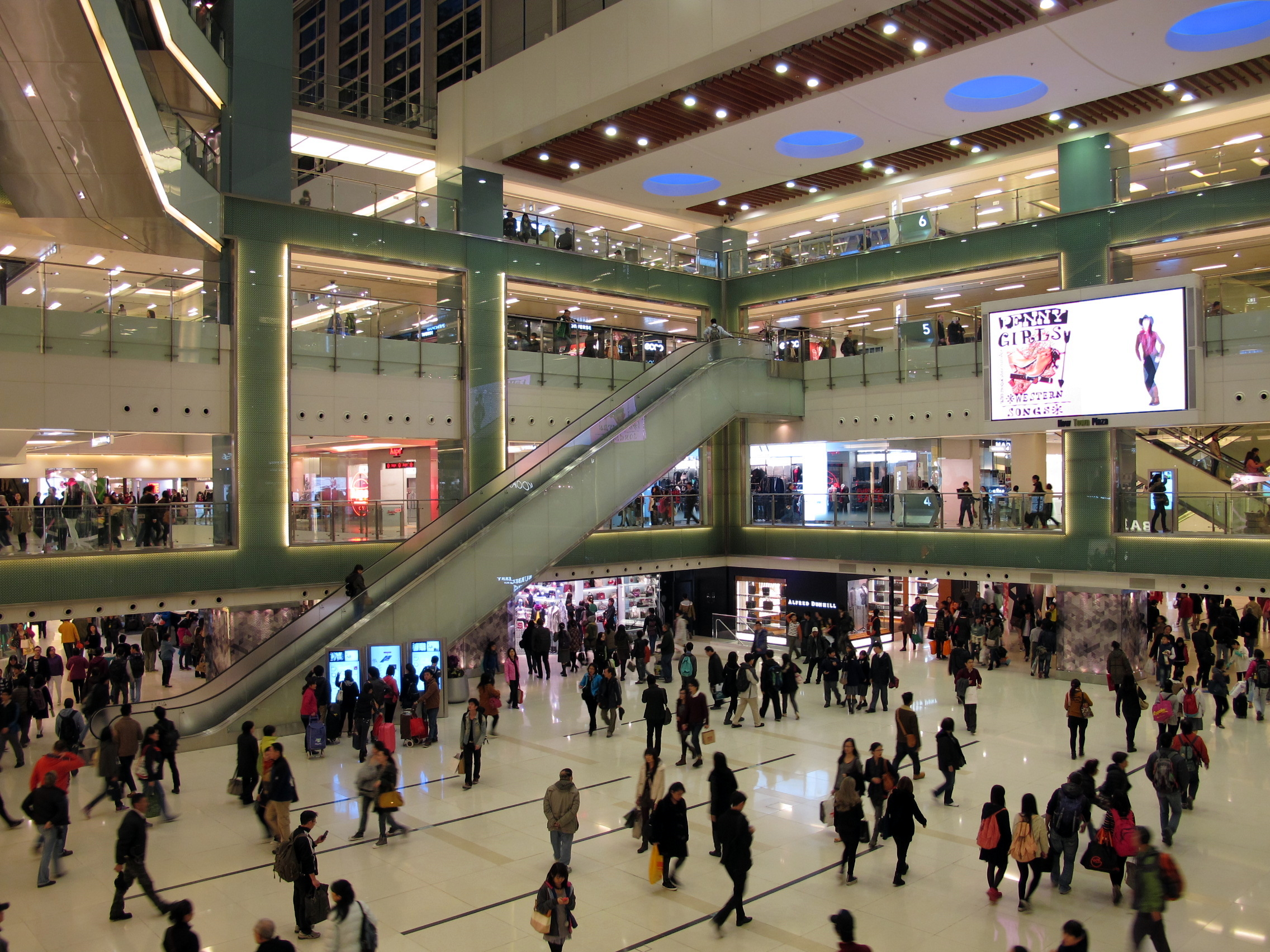
新城市廣場一期

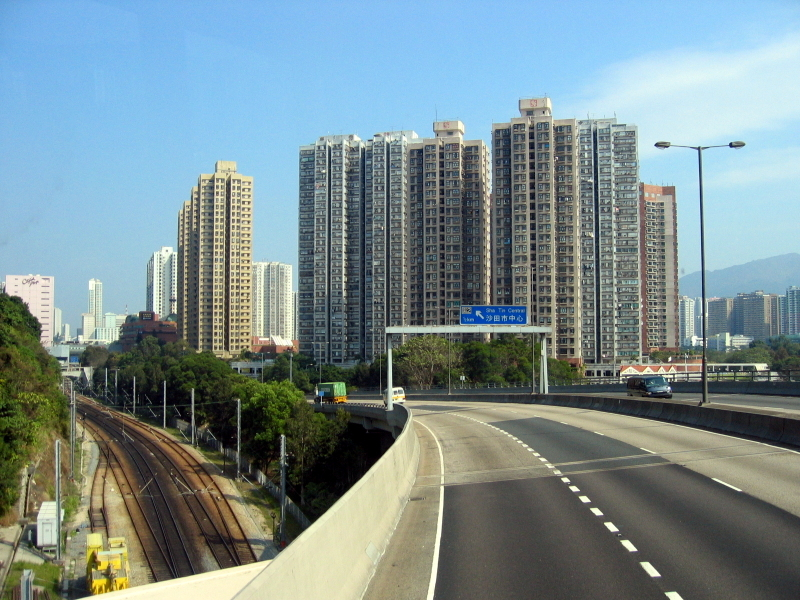
沙田市中心面貌

沙田市中心（英語：Sha Tin Central）是香港新界沙田新市鎮的中心及最繁忙的地方，通常是指大圍以北，城門河以西，火炭渠以南的新市鎮發展區，狹義的沙田市中心僅包括沙田鄉事會路至獅子山隧道公路之間的商住混合發展區和休憩用地，而沙田鄉事會路以北至火炭路之間的公營房屋區和社區設施在地理環境和道路系統與核心商業區同屬一體，可被視爲市中心的擴展部分，至於火炭路以北的學校和政府設施則一般被視爲火炭的一部分。

## 歷史
沙田市中心大部份地方是填海而成。1950年代沙田市中心發展成一個墟市，稱為沙田墟，沙田居民便無需再前往大埔墟市。當1962年颱風溫黛襲港，沙田墟絕大部份居民都在風災中遇難或失蹤，後來經過重建，但到1979年整個墟市被大火所毀，其後收回發展為一個現代化社區。
在1979年至1980年代中，政府開始就市中心的用地進行競投。其中位處沙田市中心的商業用地只作全商場發展，上蓋不興建住宅，最後由新鴻基地產投得，發展為新城市廣場。
以下是沙田市中心建築發展時序表：
- 1975年，沙田新市鎮第一個發展項目瀝源邨落成入伙
- 1978年，禾輋邨入伙
- 1981年5月，沙田市中心核心區第一個屋苑沙田中心正式入伙
- 1982年，沙田站上蓋連城廣場（時稱九廣鐵路大廈）落成
- 1983年10月，好運中心正式入伙
- 1984年11月，新城市廣場第一期正式落成
- 1985年，希爾頓中心正式入伙
- 1986年，沙田大會堂落成
- 1987年，沙田公共圖書館（時稱沙田中央圖書館）、沙田婚姻註冊處啟用、偉華中心正式入伙
- 1988年，沙田廣場分階段入伙、沙田公園（時稱沙田中央公園）、沙田法院落成
- 1989年7月，新城市廣場第二期（帝都酒店及新城市商業大廈啟用）
- 1990年，蔚景園正式入伙
- 1991年，新城市廣場第三期正式入伙，區域市政局總部（今康樂及文化事務署總部）啟用
- 1995年，新城市中央廣場落成
- 1996年，紅十字會捐血中心落成
- 2002年，沙田政府合署啟用
- 2007年，沙田已婚警察宿舍及消防宿舍拆卸
- 2008年，城市藝坊落成
- 2013年，豐和邨入伙

## 特色
沙田市中心大部份建築物都有一個特點，就是設有四通八達的天橋系統，由最南面的蔚景園開始，連接希爾頓中心、偉華中心、新城市廣場各期、帝都酒店、沙田大會堂、沙田中央圖書館、沙田中心、沙田廣場、好運中心、沙田街市等都在3樓設有公共天橋系統設置，另外也連接而在4樓則設有天橋系統為各屋苑的私地方連接，使居民及公眾人士可以用最快的方法前往到各建築物，3樓的天橋系統更連接遠至瀝源邨(除第7座壽全樓)、豐和邨及禾輋邨所有樓宇。這種設計使市民不用途經馬路或橫過馬路，令沙田市中心的交通更暢通。
另外，沙田市中心擁有完善配套，設有多項社區，文娛和休憩設施，包括沙田大會堂，沙田公共圖書館，沙田法院和沙田公園等。而市中心內各屋苑都設有兒童游樂設施及平台花園。

## 商戶逐漸單一化

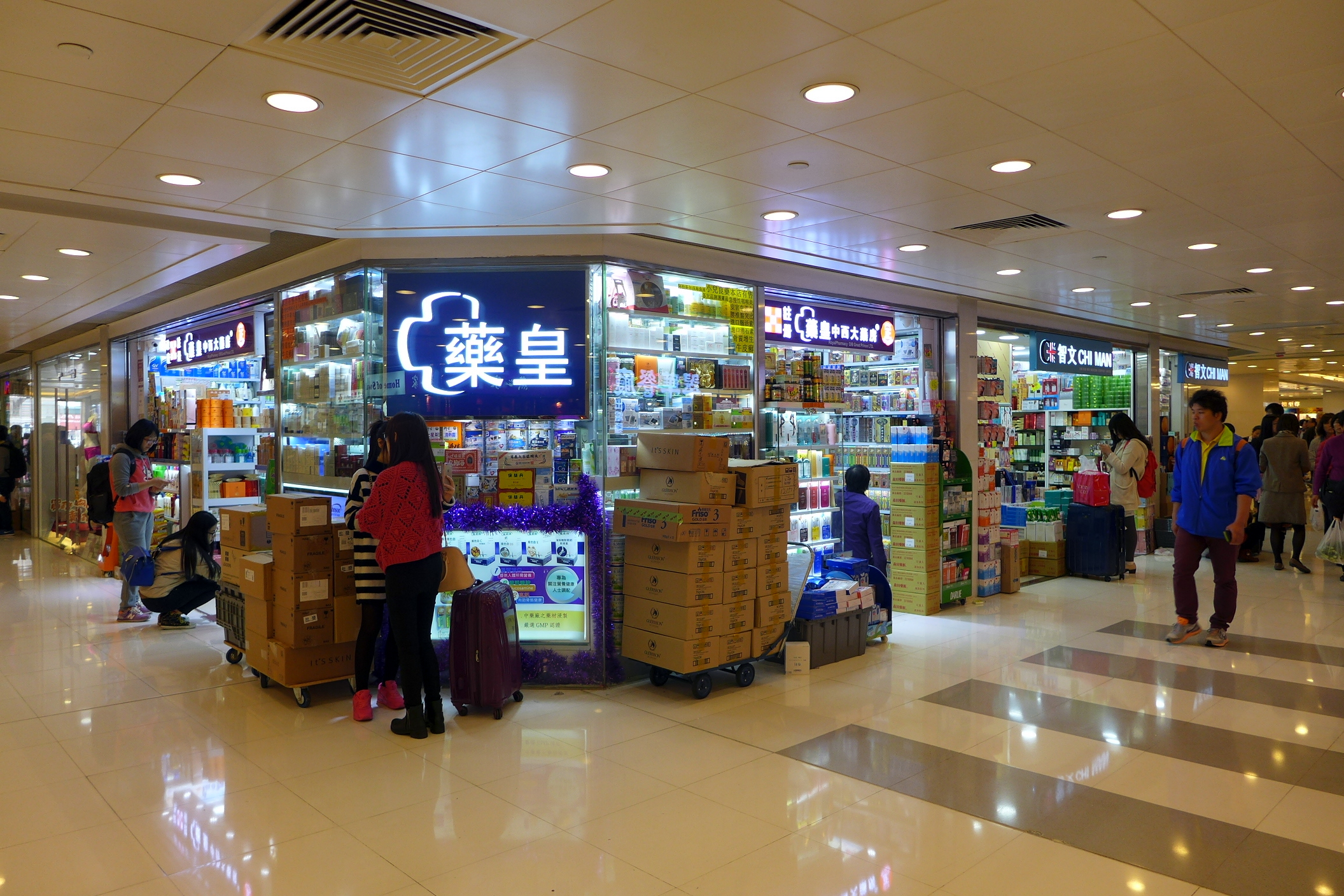
沙田廣場自2014年起愈來愈以自由行客及水貨客為對象，場內現有14間藥房

自2012年起，因區內大型商場新城市廣場高檔化，加上中國內地帶來的港澳個人遊效應，鄰近商場業主亦大幅加租，讓被迫遷的大型租戶開店。以沙田廣場為例，由食肆變成藥房集中地。由2010年只有1間藥房，到2014年末有多達14間註冊藥房及賣藥店舖。有在沙田廣場經營拼圖店的老闆稱，本地客因此減少，生意難免受影響，未來會搬出商場。而沙田市中心的藥房在高峰時期密度比7-11便利店更誇張，達25間。而好運中心開業多年的漫畫店「龍城」於2013年12月結業，其後該商場有不少商店處於空置狀態。
沙田區議員衛慶祥指出，自新城市廣場2011年租金大幅上升，不少以服務街坊為主的小店被迫遷往左右兩旁的小商場，如沙田廣場、沙田中心、偉華中心及希爾頓中心等。但隨着這些商場也變得愈來愈以自由行客及水貨客為對象，真正想為社區提供服務的小店唯有離開沙田市中心。
唯2019年開始，受反對逃犯條例修訂草案運動及2019冠狀病毒病香港疫情影響，自由行已幾近絕跡，區內商場部分針對自由行的店舖（如藥房）亦已結業。

## 建築物
核心區：

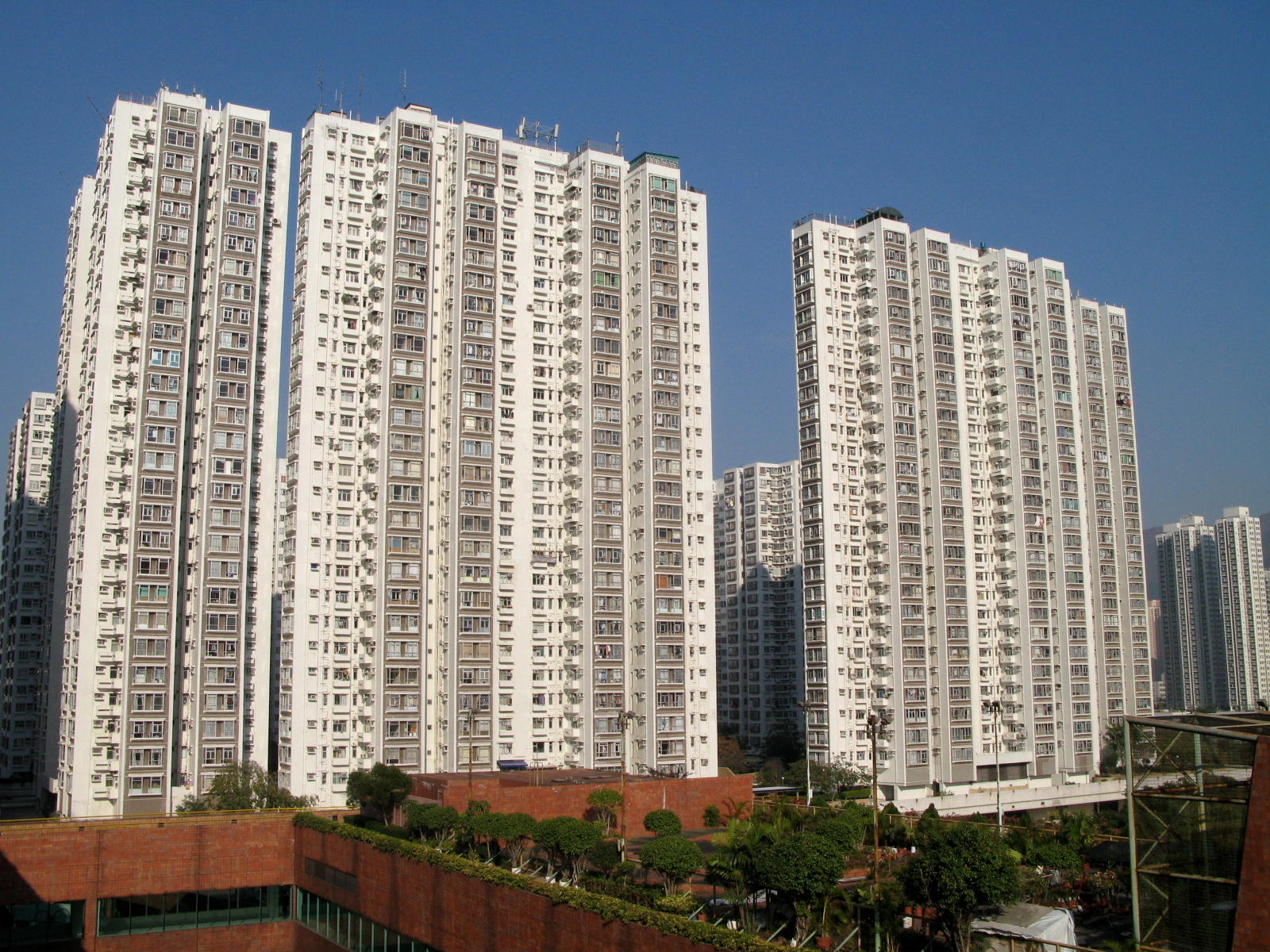
沙田廣場
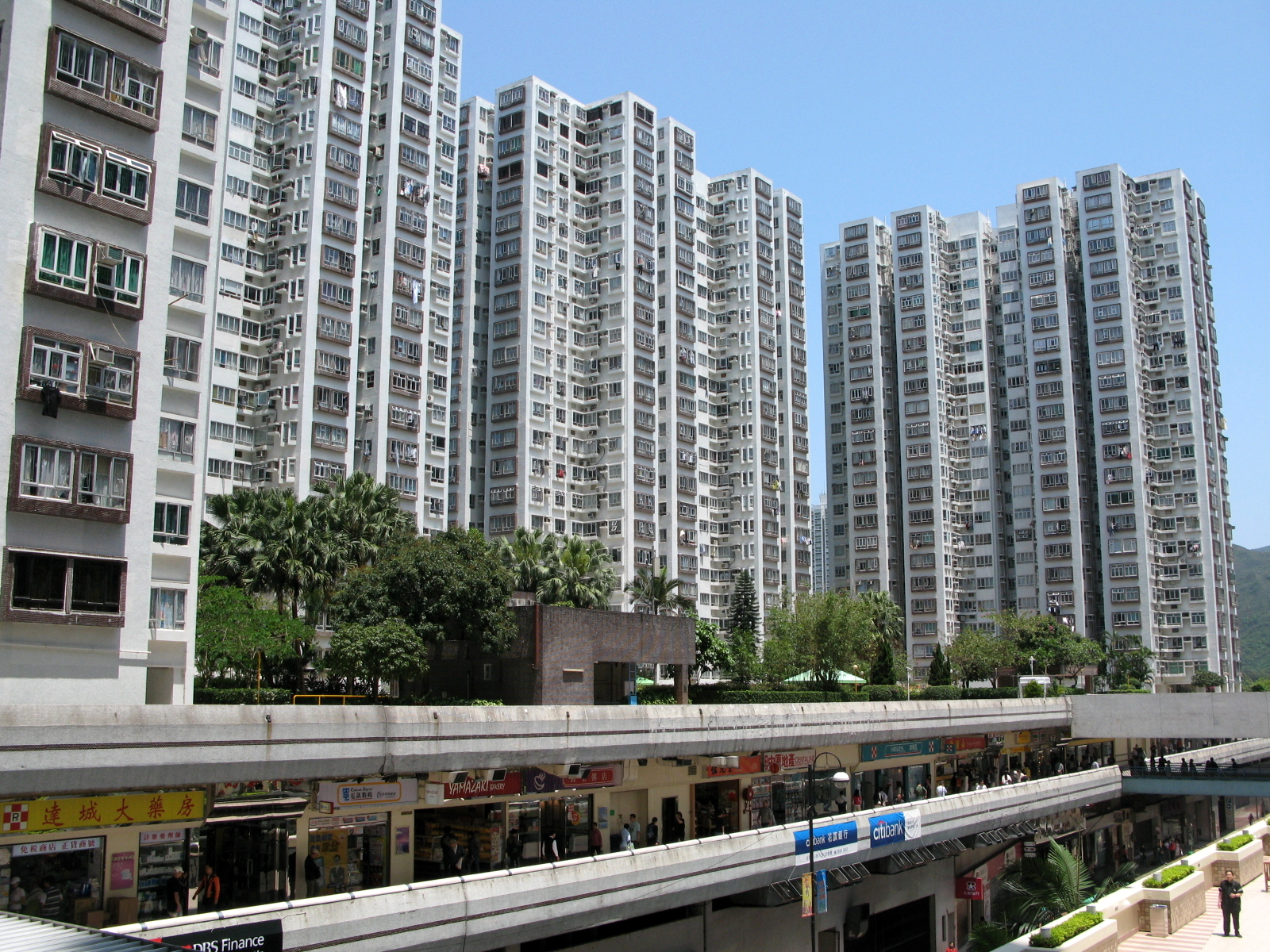
好運中心
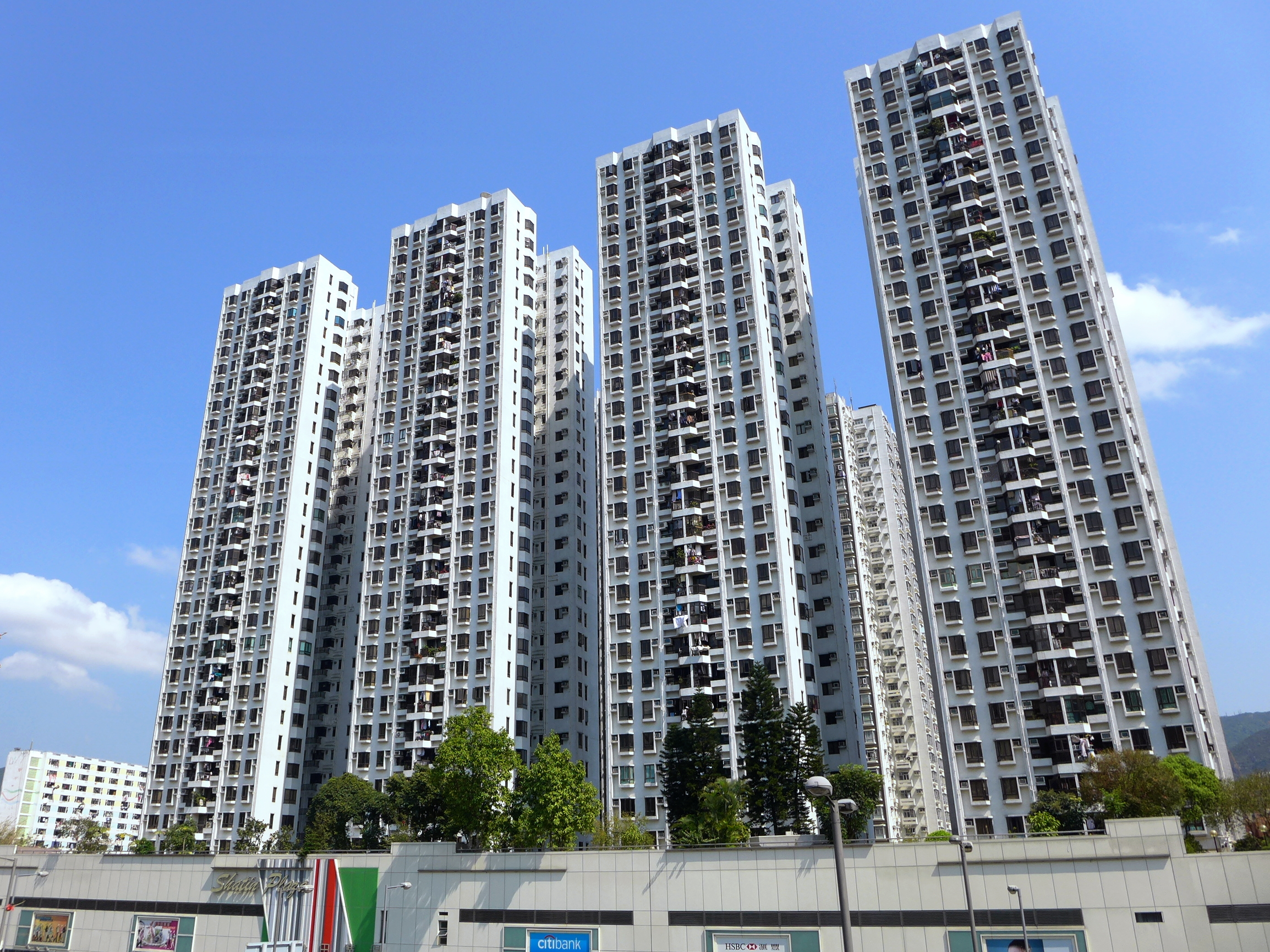
沙田中心
- 沙田街市
- Citylink（前稱「九廣鐵路大廈」及「連城廣場」）
- 新城市廣場第一期
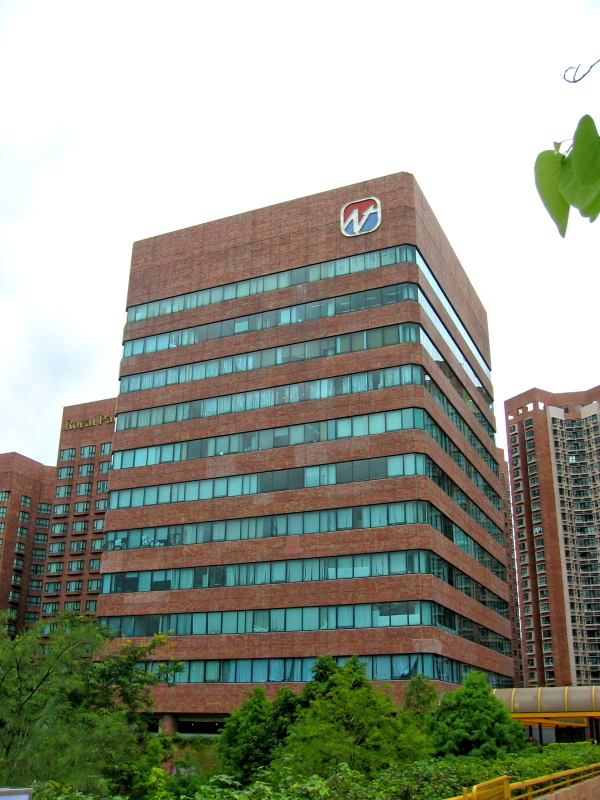
新城市商業大廈（新城市廣場第二期）
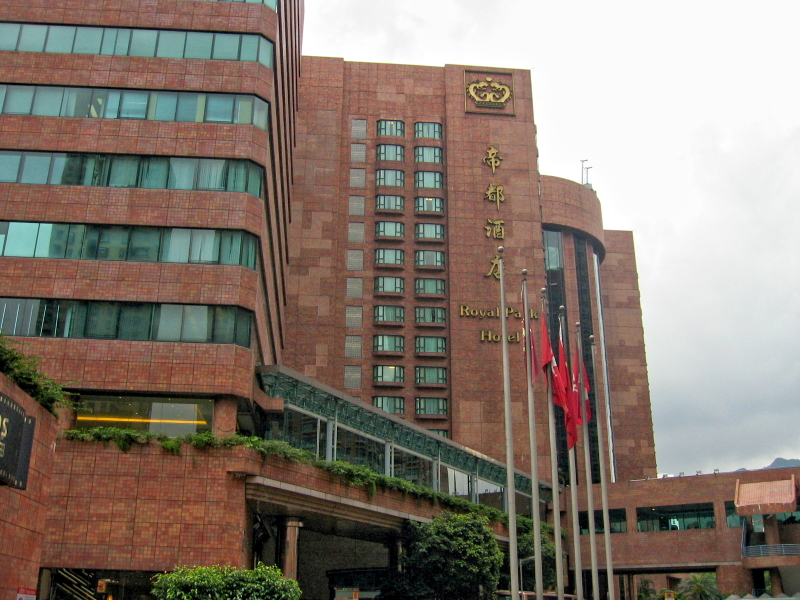
帝都酒店（新城市廣場第二期）
- 新城市廣場第三期
- 沙田大會堂
- 沙田公共圖書館
- 沙田法院大樓
- 偉華中心
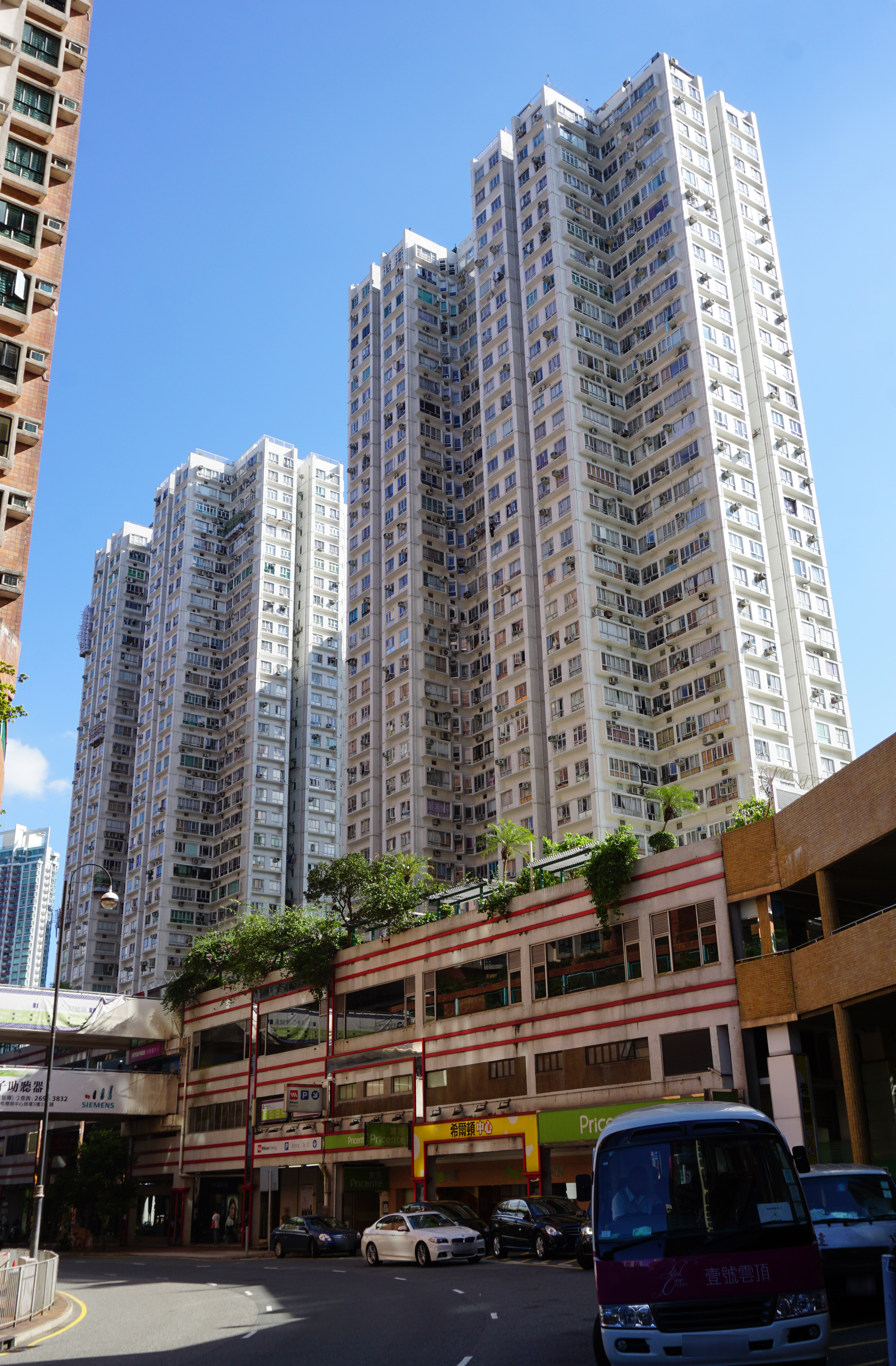
希爾頓中心
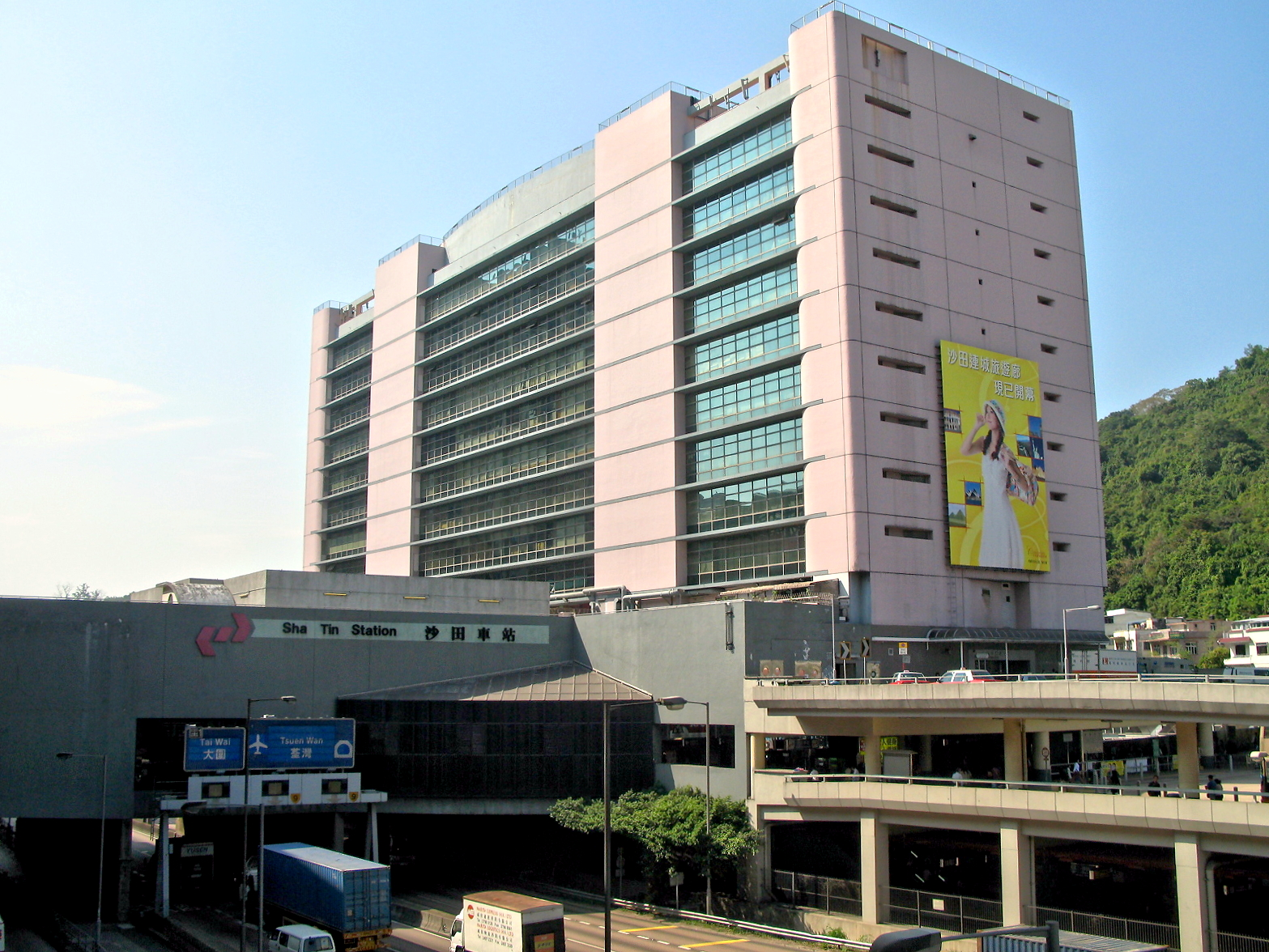
連城廣場

- 蔚景園
- 香港紅十字會白普理沙田中心

沙田站西側：
- 新城市中央廣場
- 沙田政府合署
- 康樂及文化事務署總部（前爲區域市政局及區域市政總署總部）

沙田鄉事會路以北擴展部分：
- 瀝源邨
- 禾輋邨
- 豐和邨
- 瀝源廣場
- 禾輋廣場
- 沙田娛樂城
- 沙田瀝源健康院
- 源禾路體育館
- 沙田警署

- 沙田中心
- 好運中心
- 沙田廣場
- 新城市商業大廈
- 帝都酒店
- 希爾頓中心
- 連城廣場

## 公共設施

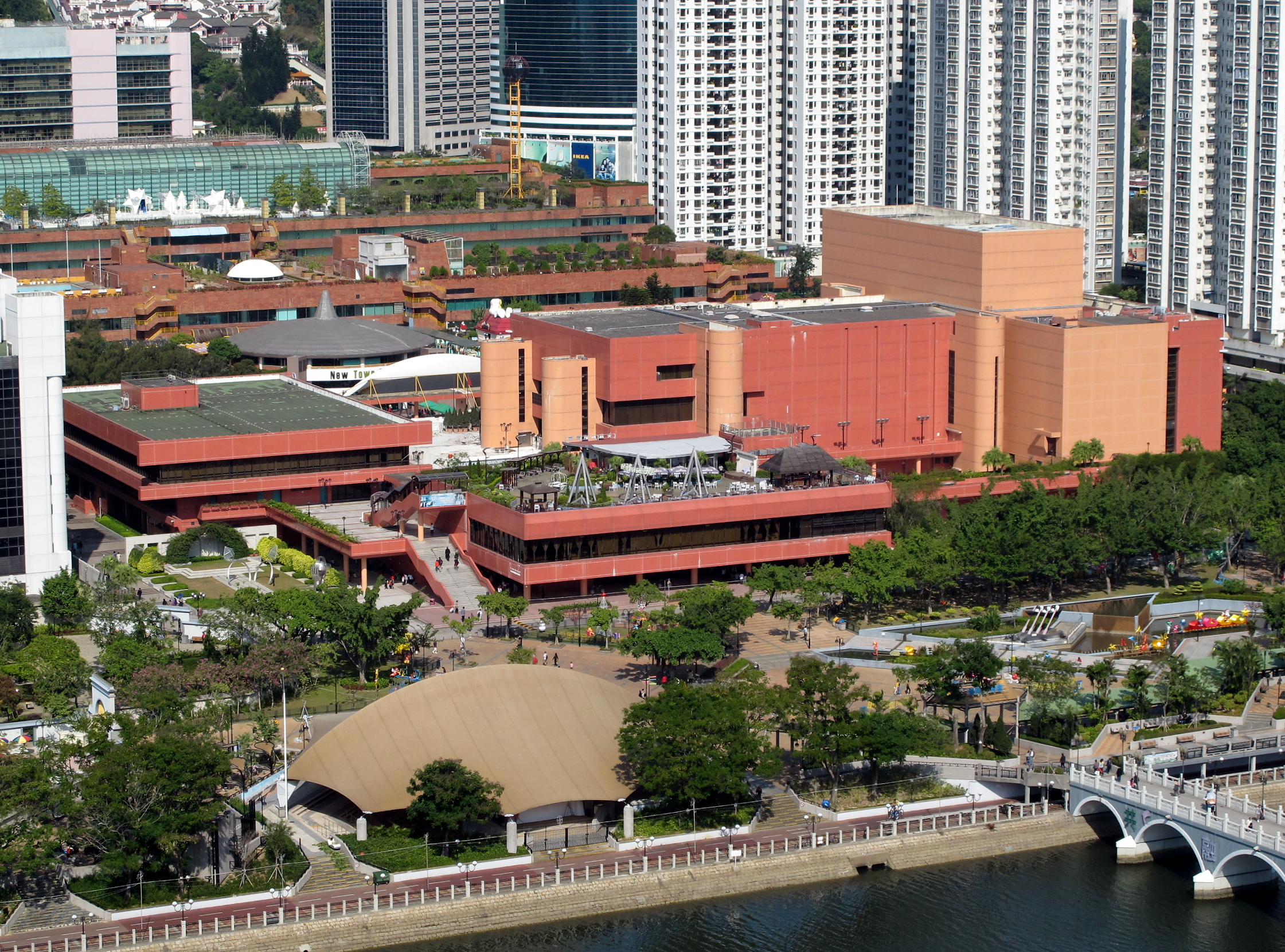
沙田大會堂(右)連同沙田中央圖書館(左)及沙田婚姻註冊處(中)一起建成

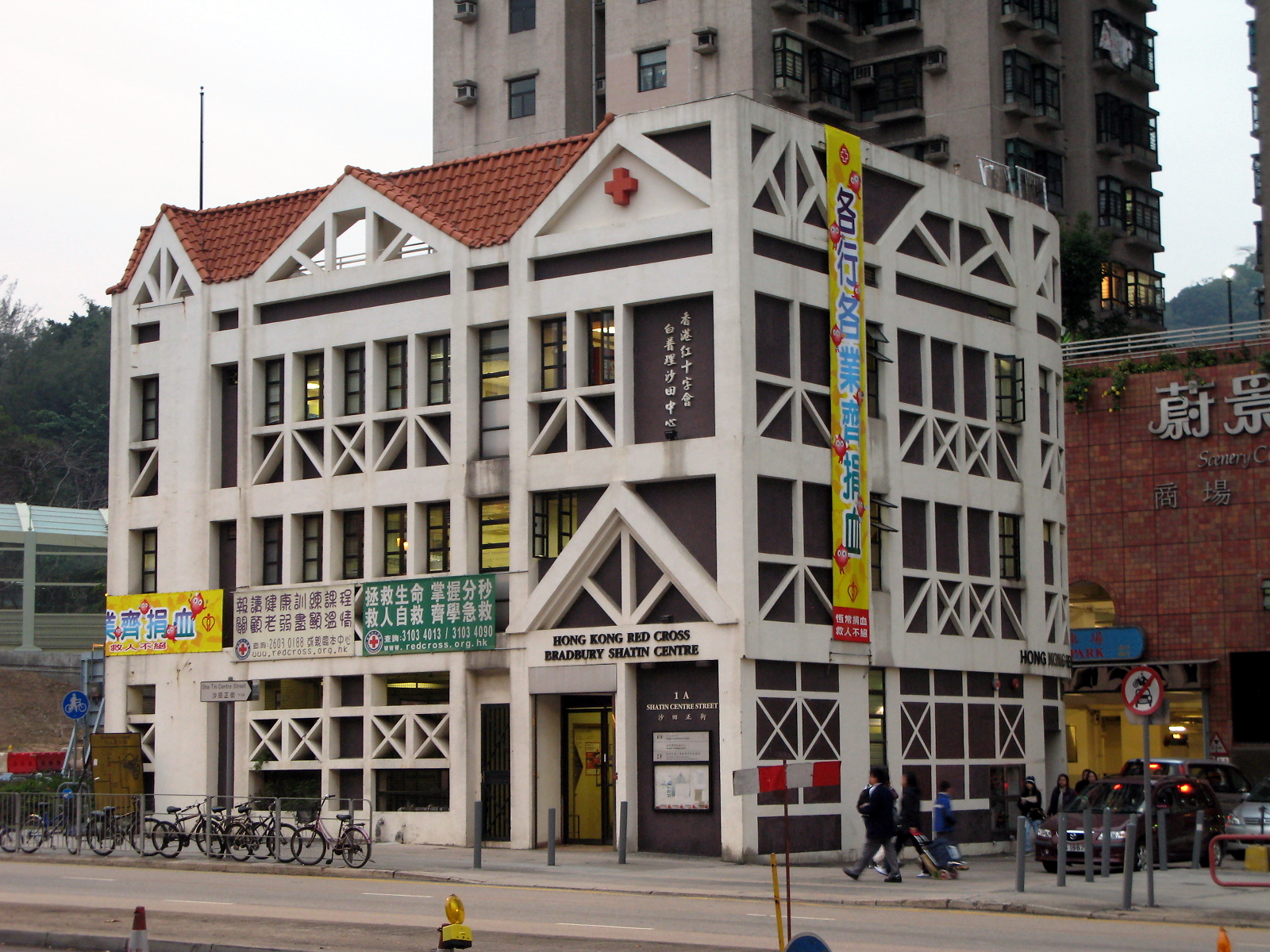
香港紅十字會白普理沙田中心

核心區：
- 沙田街市
- 沙田大會堂
- 沙田婚姻登記處
- 沙田公共圖書館
- 沙田裁判法院
- 沙田公園
- 城市藝坊
- 沙田捐血站

沙田站西側：
- 沙田政府合署
- 排頭村遊樂場

沙田鄉事會路以北擴展部分：
- 沙田瀝源健康院
- 源禾路體育館
- 沙田賽馬會公眾游泳池
- 沙田賽馬會公眾壁球場
- 源禾遊樂場
- 沙田運動場

## 區議會議席分佈
為方便比較，以下列表主要以東鐵綫、火炭路、城門河為範圍。
| 年度/範圍                                                    | 2000-2003      | 2004-2007      | 2008-2011      | 2012-2015      | 2016-2019      | 2020-2023      | 2024-2027  |
| ------------------------------------------------------------ | -------------- | -------------- | -------------- | -------------- | -------------- | -------------- | ---------- |
| 禾輋邨                                                       | 禾輋邨選區     | 禾輋邨選區     | 禾輋邨選區     | 禾輋邨選區     | 禾輋邨選區     | 禾輋邨選區     | 沙田西選區 |
| 豐和邨及瀝源邨                                               | 瀝源選區       | 瀝源選區       | 瀝源選區       | 瀝源選區       | 瀝源選區       | 瀝源選區       | 沙田西選區 |
| 新城市廣場、沙田中心、沙田廣場、偉華中心、希爾頓中心及蔚景園 | 沙田市中心選區 | 沙田市中心選區 | 沙田市中心選區 | 沙田市中心選區 | 沙田市中心選區 | 沙田市中心選區 | 沙田西選區 |

註：以上主要範圍尚有其他細微調整（包括編號），請參閱有關區議會選舉選區分界地圖及條目。

## 另見
- 屯門市中心
- 荃灣市中心